# Església dels Sants Sergi i Bacus
L'església dels Sants Sergi i Bacus (en grec: Ἐκκλησία τῶν Ἁγίων Σεργίου καὶ Βάκχου ἐν τοῖς Ὁρμίσδου, Ekklēsía tôn Hagíōn Sergíou kaì Bákchou) és una antiga església grega ortodoxa de Constantinoble, convertida sota l'Imperi otomà en una mesquita coneguda hui com la Petita Santa Sofia (en turc: Küçük Ayasofya Camii).
L'edifici romà d'Orient, dissenyat com una església amb una planta central coronada amb una cúpula, es va erigir sota Justinià al segle vi, probablement inspirada en Santa Sofia de Constantinoble (Hagia Sophia, en grec, traduït com Santa Saviesa o "saviesa de Déu"), i és un dels edificis romans d'Orient més importants de l'antiga Constantinoble. Des dels seus orígens, s'ha considerat un dels edificis més bells de la ciutat. Per al bizantinista John Julius Norwich, "l'originalitat de la seua arquitectura i la riquesa de la decoració esculpida el converteixen en el segon edifici més important de Constantinoble després de la mateixa Santa Sofia".

## Ubicació
L'edifici es troba al districte de Fatih d'Istanbul, a prop de Kumkapi i de la mar de Màrmara, no massa lluny de les ruïnes del Gran Palau i al sud de l'Hipòdrom.

## Història

### Període romà d'Orient

Plànol de l'edifici

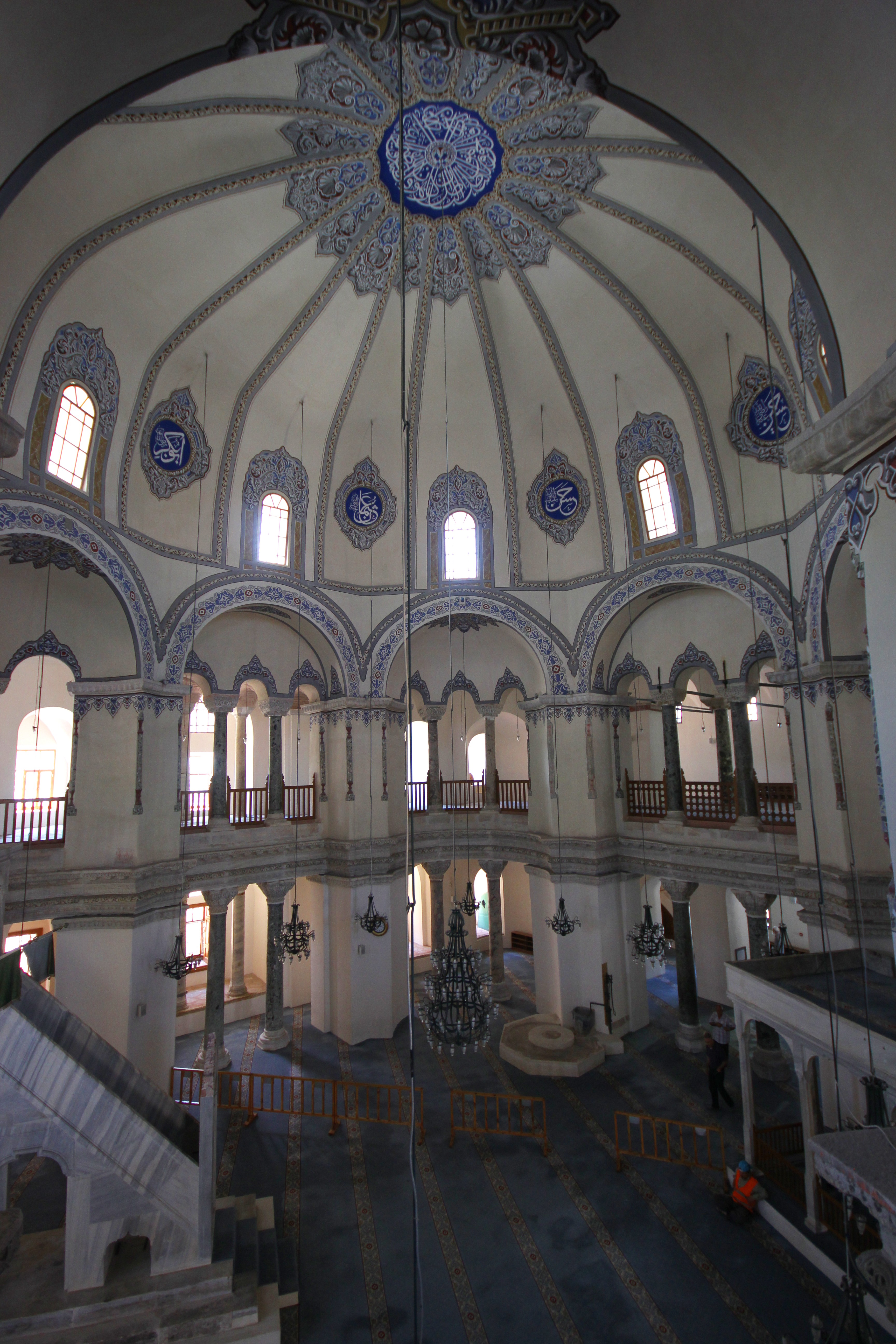
Vista general de l'edifici orientat al sud-oest

Segons la llegenda, Justinià, nebot i hereu de Justí el Vell, fou acusat de conspirar contra el seu oncle i condemnat a mort. El càstig, però, s'evità gràcies a una aparició dels sants Sergi i Bacus que van avalar la innocència del seu nebot davant Justí. Segons sembla, Justinià fou alliberat i recuperà el títol de cèsar. Com a mostra de gratitud, es diu que va prometre construir, quan fos emperador, una església en memòria dels dos sants a qui devia la vida. La construcció de l'església entre el 527 i el 536 fou un dels primers actes que feu després de pujar al tron.
La nova església es va construir al límit entre la primera i la tercera Regio de la ciutat, en un terreny situat entre el Palau d'Hormisdes (residència de Justinià abans de pujar al tron) i l'Església dels Sants Pere i Pau. Les dues esglésies compartien aleshores el mateix nàrtex, atri i propileu. Aquesta nova església esdevingué el centre del conjunt; encara hui en queda una part al sud de la paret nord d'un dels altres dos edificis. L'església era un dels edificis religiosos més imposants de Constantinoble. Poc després de construir-se, s'hi va afegir un monestir a prop que portava el mateix nom.
La construcció de la nova església començà poc abans de la de Santa Sofia, construïda entre el 532 i el 537. Durant molt de temps es creia que l'havien construïda els mateixos arquitectes, Isidor de Milet el Vell i Antemi de Tral·les com a "prova preparatòria" de la construcció del que havia de ser l'església més gran de l'Imperi Romà d'Orient. Tanmateix, la seua arquitectura difereix significativament en els detalls de la de Santa Sofia, i la tesi que n'era un "model a escala" ara està abandonat.
Els anys 536-537, el Palau d'Hormisdes esdevingué un monestir monofisita on els monjos fidels a aquesta doctrina trobaren refugi, protegits per l'emperadriu Teodora.
El 551, el papa Vigili, que havia estat citat a comparèixer davant l'emperador a Constantinoble, va trobar-hi refugi dels soldats enviats per Justinià per arrestar-lo, un intent que havia acabat en un aldarull popular. Durant el període iconoclasta de l'Imperi Romà d'Orient, el monestir esdevingué un dels centres d'aquest moviment a la capital.

### Període otomà
Després de la conquesta de Constantinoble pels otomans el 1453, l'església va sobreviure intacta fins al regnat de Baiazet II.Entre els 1506 i 1513, la va convertir en mesquita el principal eunuc, Hüseyin Aga, guardià de la Bab-i-Saadet ('Porta de la Felicitat') al palau del soldà, el Topkapi. Aleshores s'afegiren un pòrtic i una madrassa a l'església original.
El 1740, el gran visir Hacs Ahmet Pasa va restaurar la mesquita i hi va afegir el Chadirvan (font). Els danys causats pels terratrèmols dels 1648 i 1763 es repararen el 1831 durant el regnat del soldà Mahmut II. El primer minaret se'n va construir el 1762: fou enderrocat el 1940 i restaurat el 1956.
L'edifici, que ja havia patit danys importants al llarg dels segles per la humitat i els terratrèmols, va sofrir més danys durant la construcció del ferrocarril. Part de l'antiga església de Sant Pere i Sant Pau, al sud de l'edifici, fou enderrocada per deixar lloc a la línia de ferrocarril. Es causaren més danys durant l'ús de l'edifici com a centre de recepció de refugiats durant les guerres balcàniques (1912-1913).
Les amenaces a la integritat arquitectònica de l'edifici feren que la UNESCO l'inclogués en la llista d'edificis en perill d'extinció. El World Monuments Fund també l'afegí a la seua llista dels 100 edificis més amenaçats el 2002, 2004 i 2006. Després d'unes àmplies restauracions concloses el 2006, l'edifici tornà a obrir-se al públic i s'utilitzà com a edifici religiós.

## Arquitectura

### Exterior
Com era costum en aquella època, la maçoneria exterior de l'església empra rajola incrustada en una gruixuda capa de morter. Les parets es reforcen amb cadenes de bocinets de pedra.
Té una estructura de nau octogonal inscrita en un rectangle irregular i rematada amb una cúpula de 17 m de diàmetre. Aquesta cúpula recolza damunt setze compartiments, vuit dels quals tenen una superfície plana alternant amb vuit de superfície còncava, i el conjunt descansa sobre vuit pilars poligonals. Aquest pla s'utilitzà per a la construcció de la Basílica de Sant Vidal a Ravenna i va servir de model a l'arquitecte otomà Mimar Koca Sinan ibn Abd al-Mannan per a la construcció de la Mesquita de Damat Rüstem Paixà.
El nàrtex n'és al costat oest, davant de l'avant-cor. Alguns efectes arquitectònics fets servir en aquesta església es trobaran més tard en Santa Sofia: l'exedra continua la nau central al llarg d'eixos diagonals, unes columnes de colors separen els deambulatoris de la nau, i fan que la llum i les ombres juguen sobre les escultures dels capitells i els entaulaments.
Des del període otomà, un pòrtic ha substituït l'atri i s'hi ha afegit un pati amb un jardinet, una font per a ablucions i algunes botiguetes.

### Interior
A dins hi ha dues magnífiques columnates que s'eleven dos pisos i s'estenen pels costats nord, oest i sud. Tenen una elegant inscripció en hexàmetres grecs dedicada a l'emperador Justinià, la seua esposa, l'emperadriu Teodora, i a sant Sergi, patró dels soldats de l'exèrcit romà. Per alguna raó desconeguda, no s'esmenta sant Bacus. Les columnes alternen entre marbre d'oficalcita i marbre de Sinada. La filera inferior té setze columnes, i la superior vuit. Alguns capitells duen els monogrames de Justinià I i Teodora.
No resta, però, pas res de la decoració originària de l'església, que les cròniques de l'època diuen que era nombrosa, i les parets n'eren de diferents varietats de marbre. Quan l'església esdevingué mesquita, se'n van modificar les finestres i l'entrada, es va aixecar el terra i es van arrebossar i pintar les parets.